# Успение Богородично (Петрич)
Вижте пояснителната страница за други значения на Успение Богородично.
„Успение Богородично“ или „Света Богородица“ е възрожденска църква в българския град Петрич, част от Неврокопската епархия на Българската православна църква. Обявена е за паметник на културата.

## История
Църквата е построена в 1857 година в Мартин махала. Ктитори на храма са Филчо Чавеев, Анго Василиев, Димитър Великов, Стоян Папазов, Георги Урумов и други. В църквата се служи на гръцки, а в двора е отворено гръцко училище. При настъпилата във втората половина на века схизма църквата е в ръцете на гъркоманите. В 1881 година службата става двуезична – на гръцки и на български. Църквата почти напълно изгаря на 17 ноември 1987 година. Унищожен е иконостасът с всички икони, стенописите в наоса и покрива. Оцеляват само външните стенописи и тези в притвора. Впоследствие храмът е основно обновен.

## Архитектура
Храмът представлява масивна каменна сграда с външни размери – 24 m дължина и 17,5 m ширина, с дебелина на зидовете 1 m. В архитектурно отношения църквата е типичната за епохата трикорабна псевдобазилика, с полуцилиндрична апсида, женска църква и притвор. Каменните рамки на прозорците са монолитни, украсени с релефно издялани орнаменти – извита клонка с цветове. Храмът има 4 входа – на западната, южната и на северната стена към олтара. Трите кораба са разделени от 6 двойки дървени стълбове с аркади, покрити с тавани. Преходът от средния таван към аркадата е чрез висок холкел.
През 1922 година притворът е преустроен, покрит с напречен свод, и над него е изградена 16-метрова камбанария. Оригиналният градеж е от необработени камъни със замазани фуги. Мраморните плочи за пода са от руините на античния град Хераклея Синтика.

## Интериор
В 1871 година стенописите на всички стени в наоса и притвора, иконостаса и иконостасните икони са изработени от представителите на Дебърската художествена школа Христо, Исай и Кузман Макриеви. Над западната врата отвътре е поставен надпис, който гласи „Този храмъ е зографисанъ съ помощьта на всички христиани отъ този градъ. 13 июли 1871 г. Зографирали: Христо съ съдружници Исакий и Кузманъ Макриеви отъ Дебъръ“. Изобразяват огромен брой библейски композиции, ликове на светци, пророци и прочее, включително и сложни композиции с много изображения. Под Богородица Ширшая небес в олтарната апсида е Евхаристията – Христос с по шестима апостоли от двете страни. На западната стена е „Архангел Михаил отнема душата на богатия“ и сцената „Притча за богаташа и бедния Лазар“ и огромна глава на змей, която поглъща богаташа. Композицията е своеобразно сглобена и силно въздействаща – подобно обединяване на трите сцени е уникално.
Отвън на западната стена (източната на нартекса) са големите композиции „Отиване при врачката“ и „Страшният съд“. Първата показва богатото въображение на художниците, а втората е със сложни сцени с много действащи лица. Иконостасните икони в църквата са били с по-добро качество от стенописите.